# Planchonella
Planchonella es un género de árboles de la familia Sapotaceae. Contiene un centenar de especies principalmente tropicales, de las que dos están presentes en Sudamérica y unas dieciocho en Australasia. Algunos autores incluyen este género en el género Pouteria, de modo que especies como Planchonella costata se conocen también como Pouteria costata. El género, descrito por Jean Baptiste Louis Pierre, rinde homenaje a Jules Émile Planchon.

## Especies seleccionadas
- Planchonella australis  (R.Br.) Pierre
- Planchonella contermina  Pierre ex Dubard
- Planchonella costata  (Endl.) Pierre
- Planchonella cotinifolia  (A.DC.) Dubard
- Planchonella crenata  Munzinger & Swenson
- Planchonella duclitan (Blanco) Bakh.f. - bilitbitan de Filipinas, dulitan de Filipinas.[3]
- Planchonella eerwah  (F.M.Bailey) P.Royen
- Planchonella glauca  Swenson & Munzinger
- Planchonella kaalaensis  Aubrév.
- Planchonella latihila  Munzinger & Swenson
- Planchonella luteocostata  Munzinger & Swenson
- Planchonella mandjeliana  Munzinger & Swenson
- Planchonella myrsinoides  (A.Cunn. ex Benth.) S.T.Blake ex Francis
- Planchonella pinifolia (Baill.) Dubard
- Planchonella povilana  Swenson & Munzinger
- Planchonella roseoloba  Munzinger & Swenson
- Planchonella rufocostata  Munzinger & Swenson